# 安藤広太郎

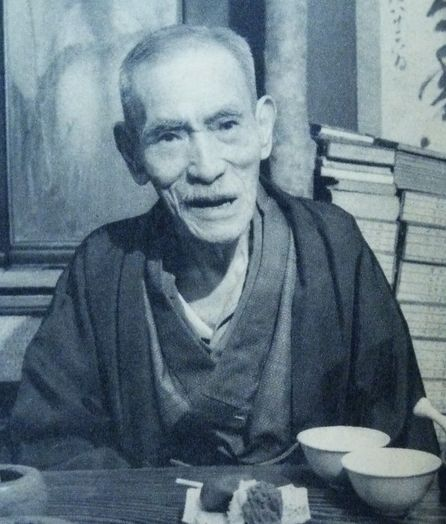
1956年

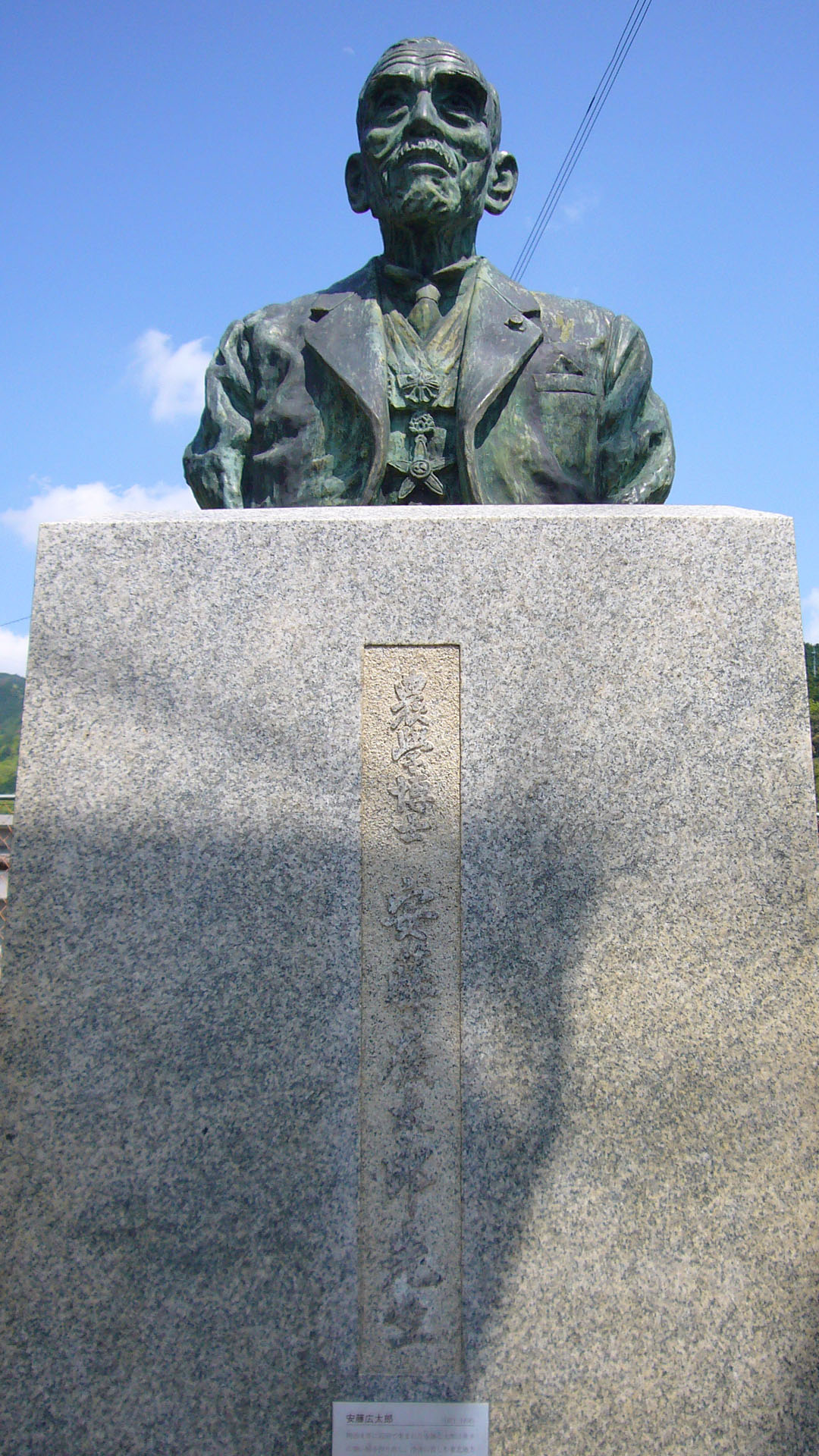
銅像（丹波市柏原町の生家跡地）

安藤 広太郎（あんどう ひろたろう、旧字体：安藤 廣太郎、1871年9月15日（明治4年8月1日） - 1958年（昭和33年）10月14日）は、明治から昭和期における農政家、農学者。農学博士。
加藤茂苞との共同研究で、世界で初めてイネの人為交配による新種の作成に成功したことで知られる。九州帝国大学、東京帝国大学農学部教授を併任、農商務省農事試験場長、内閣顧問。文化勲章受章。

## 略歴
- 1871年（明治4年）8月1日 - 製油業を営む安藤久次郎の長男として兵庫県氷上郡柏原町石田（現在の丹波市）に生まれる
- 1888年（明治19年）9月 - 第三高等中学校予科補充科2年入学
- 1891年（明治24年）9月 - 帝国大学農科大学予科4年級転入
- 1892年（明治25年）7月 - 同校卒業
- 1892年（明治25年）9月 - 帝国大学農科大学農学科入学
- 1895年（明治28年）7月 - 同校卒業
- 1895年（明治28年）9月 - 農商務省農事試験場勤務[2]
- 1920年（大正9年） - 同試験場長就任
- 1941年（昭和16年） - 同試験場退職
- 1953年（昭和28年）11月 - 文化功労者顕彰
- 1956年（昭和31年）11月3日 - 文化勲章受章
- 1958年（昭和33年）10月14日 - 逝去

## 家族・親族
安藤家
- 父・久次郎（兵庫平民）[1]
- 継母・いわ（兵庫平民、上野豊三郎の姉）[1]
- 弟[1]
- 妻・はな（1873年 - ?、兵庫平民、本庄久兵衛の二女）[1]
- 子[1]

## 栄典
- 勲一等瑞宝章：1938年（昭和13年）2月4日[3]